# زنی که رفت
زنی که رفت (فیلیپینی: Ang Babaeng Humayo) فیلمی در ژانر درام به کارگردانی لاو دیاز است که در سال ۲۰۱۶ منتشر شد.

## جوایز
| جایزه             | تاریخ مراسم     | رده       | برنده    | نتیجه |       |
| ----------------- | --------------- | --------- | -------- | ----- | ----- |
| جشنواره فیلم ونیز | ۱۰ سپتامبر ۲۰۱۶ | شیر طلایی | لاو دیاز | برنده | [ ۳ ] |